# Springfield, Tennessee
Springfield är administrativ huvudort i Robertson County i Tennessee. Springfield hade 16 440 invånare enligt 2010 års folkräkning.

## Kända personer från Springfield
- Richard Cheatham, politiker